# Qui tacet, consentire videtur
Qui tacet, consentire videtur è una locuzione latina che significa Chi tace, sembra acconsentire.
In senso giuridico l'espressione è silenzio-assenso che vale solo in via eccezionale, poiché ordinariamente si applica il silenzio rifiuto.
Una forma particolare di esso è il silenzio amministrativo.